# Leucanthemopsis pectinata
Leucanthemopsis pectinata là một loài thực vật có hoa trong họ Cúc. Loài này được (L.) G.López & C.E.Jarvis mô tả khoa học đầu tiên năm 1984.